# Doug Edwards
Douglas Edwards, detto Doug (Miami, 21 gennaio 1971), è un ex cestista statunitense, professionista nella NBA.

## Carriera
È stato selezionato dagli Atlanta Hawks al primo giro del Draft NBA 1993 (15ª scelta assoluta).

## Palmarès
- McDonald's All-American Game (1989)